# Sokolniki (metrostation TPK)
Sokolniki  (Russisch: Сокольники) is een station aan de Grote Ringlijn van de metro van Moskou. Het station ligt bij de ingang van het Sokolnikipark en biedt een overstap op Sokolniki aan de Sokolnitsjeskaja-lijn. Het station is geopend op 1 maart 2023 als onderdeel van het deeltraject Elektrozavodskaja – Savjolovskaja.

## Plannen
Op 28 juni 2011 besloot het stadsbestuur van Moskou tot de uitvoering van plannen voor een tweede ringlijn voor de metro met aanvullende trajecten, het project derde overstapcontour (TPK). Het plan voor de tweede fase van de TPK, Savjolovskaja – Aviamotornaja werd op 8 november 2012 gepresenteerd tijdens een hoorzitting in het district Sokolniki. Op 27 juli 2015 werd het station Stromynka genoemd naar de straat die vanaf het station naar het oosten loopt. In november 2017 werd besloten om de werknaam Derde overstapcontour te vervangen door Bolsjaja Koltsevaja Linija (Grote Ringlijn) en op 5 november 2019 werd besloten om het station dezelfde naam te geven als dat aan de  Sokolnitsjeskaja-lijn. Voor het bureau Mosinzjproject in 2017 haar ontwerp presenteerde waren al verschillende ontwerpen ingediend. Het eerste ontwerp was een ondiep gelegen zuilenstation met drie overspanningen. De stationshallen zouden aan zowel aan de noord als de zuidzijde van de perrons komen en met roltrappen met de perrons worden verbonden. Het ontwerp was min of meer de standaard voor de Grote Ringlijn en verschilde slechts in details en kleurstelling van de andere stations. Deze stations zouden worden voorzien van een scheidingswand met perrondeuren om te voorkomen dat reizigers op het spoor kunnen vallen. Het tweede ontwerp was van de Spaanse infrastructuurbouwer Bustren, nadat, aldus de persdienst van de Okroeg Oost, buurtbewoners het eerste ontwerp afwezen. Dit Spaanse ontwerp had een stationslengte van 190 in plaats van 300 meter waarmee kosten bespaard zouden worden. Het station zou volgens de Wanden-dakmethode worden gebouwd en ingedeeld volgens de Spaanse methode. In 2016 werd afgestapt van de Spaanse methode en werd teruggegrepen op het ondiep gelegen zuilenstation met eilandperron.

## Ligging en inrichting
De noordelijke verdeelhal heeft een kaartverkoop en heeft toegangen vanaf de Sokolniki Val straat bij de hoofdingang van het Sokolonikipark en bij de eindlus van de tram iets ten oosten van het station. De zuidelijke verdeelhal heeft een uitgang naar de Stromynkastraat en een verbinding met het station Sokolniki aan de Sokolnitsjeskaja-lijn. Op 13 juni 2017 werd de inrichting van het station gekozen met een stemming op het inspraakportaal De actieve burger. De aankleding verwijst naar het Sokolnikipark en heeft “door de mens gemaakte bossen” als thema. Net als het station uit 1935 (Sokolniki) heeft het nieuwe Sokolniki twee rijen zwarte zuilen op het perron. Het perron zelf is grijs en het plafond bestaat uit grijze panelen met geïntegreerde verlichting.

## Chronologie
- 19 april 2017 Begin van de aanleg van het station, nadat het terrein tussen het park en het bestaande station deels was omheind.
- 29 juni 2017 Begin van het boren van de linker tunnelbuis van Elektrozavodskaja naar Sokoloniki. Hierbij was vooral de passage onder de Jaoeza een moeilijke klus.
- 17 juli 2017 Start met de bouw van de graafinstallaties
- 15 augustus 2017 Begin met het boren van de rechter tunnelbuis, ook deze ondervond de problemen bij de passage van de Jaoeza.
- 9 december 2017 tot 31 december 2019 sluiting van het Sokolnitsjeskaja-plein voor alle verkeer ten behoeve van de bouw
- 30 juni 2018 het staalskelet van het station is voor 70% gereed
- 16 februari – 22 februari 2019 Sluiting van de stations van de Sokolnitsjeskaja-lijn ten oosten van Komsomolskaja in verband met de passage van een tunnelbouwmachine onder de tunnelbuis bij Sokolniki.
- 21 maart 2019 De ruwbouw van het station is vrijwel gereed.
- 23 maart 2019 De linker tunnelbuis aan de zuidkant wordt met het station verbonden.
- 30 maart – 5 april 2019 Sluiting van de stations van de Sokolnitsjeskaja-lijn ten oosten van Komsomolskaja in verband met de passage van de andere tunnelbouwmachine onder de tunnelbuis bij Sokolniki.
- 20 april 2019 De rechter tunnelbuis aan de zuidkant wordt met het station verbonden.
- 27 april 2019 De Tunnelboormachine (TBM) die eerder de linker tunnel aan de zuidkant boorde, is verplaatst naar de noordkant en begint aan de linker tunnel (binnenzijde van de ring) naar de startschacht nr. 17 tussen de uitgaande spoorlijnen vlak ten noorden van de brug van de derde ringweg
- 15 mei 2019 Begin van het boren van de rechter tunnel (buitenzijde van de ring) aan de noordkant door TBM Sofia.
- 9 juli 2019 Voltooiing van de ruwbouw van de ondergrondse verdeelhal aan de kant van de Sokolnitsjeskaja-lijn.
- 11 oktober 2019 Sofia heeft 62% afgelegd en Tatjana 48%, naar verwachting zouden ze in respectievelijk februari en maart 2020 de startschacht bereiken.
- 4 januari 2020 Van de tunnel aan de buitenzijde is 1626 van de 2249 meter (72,3%) tussen Sokolniki en de startschacht voltooid, van de tunnel aan de binnenzijde 1608 van de 2222 meter (72,4%).
- 20 maart 2020 TBM Sofia (Herrenknecht S-770) gaat de Jaroslavski spoorlijn kruisen en heeft nog 24 van 1626 schachtringen te gaan tot de startschacht.
- 22 maart de passage van de beide TBM's onder de spoorlijn begint, Sofia heeft 2216 van de 2249 meter (98,5%) voltooid, Tatjana 1858 van de 2222 meter (83,6 %)
- 18 juni 2020 Sofia bereikt de startschacht terwijl Tatjana nog 222 meter te gaan heeft. TBM Tatjana (Herrenknecht S-755) wordt in september 2020 bij de startschacht verwacht.